# Claudio Figueroa
Claudio Andrés Figueroa Maturana (Catemu, Chile, 20 de abril de 1960) es un exfutbolista chileno que jugaba como mediocampista.

## Trayectoria
Oriundo de Catemu, debutó en el fútbol profesional defendiendo los colores de Quintero Unido. En 1987 pasó a Fernández Vial, en donde jugó más de 100 partidos en Primera División bajo el mando de Nelson Acosta, Antonio Vargas y Germán Cornejo. Para la temporada 1991, y a pedido de Nelson Acosta, ficha con O'Higgins, en donde con una destacada campaña colectiva logran clasificar a la Copa Conmebol 1992.
En 1992 firma con Unión Española, en donde nuevamente se reencuentra con Nelson Acosta. Con el equipo hispano se coronó bicampeón de Copa Chile en 1992 y 1993, además de una destacada participación en la Copa Libertadores 1994, donde el equipo de Plaza Chacabuco fue eliminado en cuartos de final por São Paulo. Tras no ver minutos en la temporada 1995 por complicaciones físicas, retoma su forma en 1996, aportando al equipo que logró zafar del descenso pese a innumerables problemas económicos. A fines de dicha temporada, se retira del fútbol profesional.

## Selección nacional
Por la Selección chilena, formó parte de la nómina que participó en los Juegos Panamericanos de 1987, donde obtuvieron medalla de plata al caer derrotado por 2-0 en la prórroga ante Brasil. También jugó 4 partidos internacionales en 1989.

### Particpación en Juegos Panamericanos
| Juegos                             | Sede           | Resultado        |
| ---------------------------------- | -------------- | ---------------- |
| Panamericanos de Indianápolis 1987 | Estados Unidos | Medalla de Plata |

### Partidos internacionales
| Partidos internacionales | Partidos internacionales | Partidos internacionales                                   | Partidos internacionales | Partidos internacionales | Partidos internacionales | Partidos internacionales | Partidos internacionales | Partidos internacionales | Partidos internacionales   |
| N.º                      | Fecha                    | Estadio                                                    | Local                    | Resultado                | Visitante                | Goles                    | Asistencias              | DT                       | Competición                |
| ------------------------ | ------------------------ | ---------------------------------------------------------- | ------------------------ | ------------------------ | ------------------------ | ------------------------ | ------------------------ | ------------------------ | -------------------------- |
| 1                        | 29 de enero de 1989      | Estadio Modelo, Guayaquil, Ecuador                         | Ecuador                  | 1-0                      | Chile                    |                          |                          | Orlando Aravena          | Amistoso                   |
| 2                        | 1 de febrero de 1989     | Estadio Centenario, Armenia, Colombia                      | Perú                     | 0-0                      | Chile                    |                          |                          | Orlando Aravena          | Copa Centenario de Armenia |
| 3                        | 5 de febrero de 1989     | Estadio Centenario, Armenia, Colombia                      | Colombia                 | 1-0                      | Chile                    |                          |                          | Orlando Aravena          | Copa Centenario de Armenia |
| 4                        | 5 de mayo de 1989        | Los Angeles Memorial Coliseum, Los Ángeles, Estados Unidos | Chile                    | 1-0                      | Guatemala                |                          |                          | Orlando Aravena          | Four Nations Tournament    |
| Total                    | Total                    | Total                                                      | Presencias               | 4                        | Goles                    | 0                        |                          |                          |                            |

| Selección chilena | Selección chilena | Selección chilena |
| Año               | Partidos          | Goles             |
| ----------------- | ----------------- | ----------------- |
| 1989              | 4                 | 0                 |
| Total             | 4                 | 0                 |

## Clubes
| Club                  | País  | Año       |
| --------------------- | ----- | --------- |
| Quintero Unido        | Chile | 1981-1985 |
| Arturo Fernández Vial | Chile | 1986-1990 |
| O'Higgins             | Chile | 1991      |
| Unión Española        | Chile | 1992-1996 |

## Palmarés

### Títulos nacionales
| Título     | Equipo         | País  | Año  |
| ---------- | -------------- | ----- | ---- |
| Copa Chile | Unión Española | Chile | 1992 |
| Copa Chile | Unión Española | Chile | 1993 |

### Títulos internacionales
| Título                            | Club (*)                     | País           | Año  |
| --------------------------------- | ---------------------------- | -------------- | ---- |
| Medalla de plata en Panamericanos | Selección de fútbol de Chile | Estados Unidos | 1987 |

(*) Incluyendo la Selección